# إيران شاه
«بهاء الدين والدولة» إيران شاه بن توران شاه - أمير سلجوقي، وحاكم سلاجقة كرمان الخامس، حكم الفترة ما بين (490 هـ / 1097م – 495 هـ/1101م) أُغتيل في بام بسبب علاقته بالإسماعيلية النزارية وهو المذهب المنافس للسلاجقة.[بحاجة لمصدر]

## ولايته
وصل إلى السلطة عام 1097 بعد وفاة والده توران شاه متأثراً بجراحه، وعلى عكس والده، كان مواليًا للمذهب الإسماعيلي وقتل في انتفاضة شعبية بعد 5 سنوات في السلطة.